# 花山佳子
花山 佳子（はなやま けいこ、1961年2月12日 - 2021年7月31日）は、日本の女優。新潟県出身。
最終所属事務所はエンパシィ。東京芸術大学声楽科卒業。ミュージカルの歌唱指導としても活動。

## 人物・来歴
- 身長 - 166cm
- 特技 - 声楽、ピアノ、日舞、洋舞
- 趣味 - 三味線
- パルコ劇場専属の第一号女優である。
- 2021年7月31日午前10時21分、肝不全のため東京都内の病院にて死去。60歳没。[2]

## 出演

### テレビドラマ
- 今夜は最高! - 最高ガールズ（コーラスグループ）
- 仮面ライダークウガ - 生田和也の母(EPISODE34.35)
- それでも家を買いました - 角田さつき 役
- つげ義春ワールド懐かしいひと
- 名探偵 明智小五郎 暗黒星 天の怒りか地の悲しみか、21年ぶりの日食の日に起きた連続殺人
- 愛の劇場 勇気をだして
- 悪魔が来りて笛を吹く - 菊江 役
- 夏!デパート物語
- 土俵ガール! - WORLD社長・弘子 役
- 土曜ワイド劇場
  - 法医学教室の事件ファイル
  - 車椅子の弁護士・水島威
  - 私は代行屋! 晴子の事件推理

### 舞台
- HOSS
- 美少女戦士セーラームーン - カオリナイト 役  （1994年、サンシャイン劇場他）
- レ・ミゼラブル
- ゲーム・オブ・ラブ
- ミスターシンデレラ
- バルセロナ物語
- アイ・ガット・マーマン
- マダム桃子殺人事件
- サウンド・オブ・ミュージック
- 魔女の宅急便
- 雨に唄えば
- もう一度、ボギー
- JERRY'S GIRLS
- 小堺クンのおすましでSHOW13･14
- ビクター・ビクトリア
- オーマイパパ
- 椿姫
- カンパニー 〜結婚しない男〜
- 阿呆劇ファルスタッフ
- リトル・ヴォイス
- 風と共に去りぬ
- キス・ミー・ケイト
- かもめ
- ナイン the musical
- マイ・フェア・レディ
- 森は生きている
- テイクフライト
- トゥーランドット
- ガラスの仮面
- ヘルパーズ！
- サンデー・イン・ザ・パーク
- 音楽劇 わが町
- ナイン・トゥ・ファイブ

### CM
- 常磐製薬 パスビタンD
- 宝酒造 カルシウムパーラー

### テレビアニメ
- ケロケロちゃいむ - マモリ 役